# Khezarra
Khezarra (în arabă خزارة) este o comună din provincia Guelma, Algeria.
Populația comunei este de 10.382 de locuitori (2008).